# Мишааль ибн Абдул-Азиз Аль Сауд
Мишааль ибн Абдул-Азиз Аль Сауд  (араб. مشعل بن عبد العزيز آل سعود‎ 5 сентября 1926 — 3 мая 2017) — государственный деятель Саудовской Аравии. Член династии Аль Сауд. Сын первого короля Саудовской Аравии Абдул-Азиза ибн Сауда.

## Биография
Принц Мишааль родился 5 сентября 1926 года. Он был тринадцатым сыном первого короля Саудовской Аравии Абдул-Азиза ибн Сауда.
У принца было два полнородных брата: принц Мансур (1921—1951) и принц  Мутаиб (1931—2019) и одна полнородная сестра принцесса Кумаш (ум. 2011) . Их мать Шахида (ум. 1938) — армянка родом из Ливана была любимой женой короля Абдул-Азиза.
Принц Мишааль был министром обороны Саудовской Аравии с 12 мая 1951 по 1953 год. На этом посту он заменил своего брата Мансура, который скончался от отравления алкоголем. До этого принц занимал должность заместителя министра обороны Саудовской Аравии. Новым заместителем министра обороны стал другой брат принца — Мутаиб. Из-за отсутствия у принца опыта и образования, и прислушиваясь к мнениям иностранных советников и юристов министерство оказалось плохо организованным. Но, занимая такую высокую должность, его влияние на правительство короля Сауда ибн Абдул-Азиза сильно возросло. В противовес Мишаалю король Абдулазиз назначил племянника Абдаллу ибн Фейсала министром здравоохранения и внутренних дел.
В это же время король Абдул-Азиз основал министерство воздушных сил, главой которого назначил принца Мишааля, в противовес министру связи принцу Таляля. Из-за разногласий и конфликтов принца Таляля и Мишааля в Саудовской Аравии образовалось два воздушных флота. Однако в мае 1955 принц Талал подал в отставку, а министерство связи было объединено с министерством финансов. В это же время новый король Сауд создал новое вооруженное формирование, отделённое от министерства обороны — Национальную гвардию Саудовской Аравии, во главе которой стал его сын принц Халид. Это сильно ослабило влияние Мишааля, который к тому времени уже не занимал пост министра обороны.
Принц Мишаалль и его брат Мутаиб, были вытеснены из кабинета правительства во время правления короля Сауда. Однако после свержения Сауда и восшествия на престол Фейсала в 1963 году Мишааль был назначен губернатором Мекки, а принц Мутаиб его заместителем. Эти должности Мишааль и Мутаиб занимали с 1963 по 1971 год. Однако ушли со своих постов по неизвестным причинам в 1971 году. 10 декабря 2007 года король Абдалла назначил его председателем Совета верности.
Мишааль мог бы занять должность наследного принца, поскольку он был одним из старших из живущих сыновьей короля Абдул-Азиза. Но он был беспристрастным в семейной политике и неоднократно протестовал против того, чтобы быть коронованным принцем. Однако существует другая точка зрения, что принц был исключён из линии престолонаследования благодаря усилиям «Семёрки Судайри».
В период правления королей Халида и Фахда принц не занимал никаких государственных должностей. 10 декабря 2007 года король Абдалла назначил его председателем Совета верности.
В 2009 году Мишаал был доставлен в одну из женевских больниц после инсульта. Принц Мишааль умер 3 мая 2017 года согласно официальному агентству Саудовской Арави.

## Личная жизнь
У принца было 6 жён и 18 детей от них. Принц увлекался соколиной охотой, верблюжьими и лошадиными скачками.
Один из сыновей, принц Мухаммед (1947—2005), умер в возрасте 58 лет.
Другой сын, принц Абдул-Азиз - бизнесмен.